# Jan-Hein Arens
Jan-Hein Arens (Vught, 23 september 1974) is een Nederlandse grafisch vormgever, illustrator en beeldend kunstenaar.

## Leven en werk
Arens volgde een opleiding aan de Grafische School in Eindhoven (1992-1996), maar koos daarna toch voor een carrière als beeldend kunstenaar. Zijn grafische achtergrond is herkenbaar in veel van zijn werken waarin vaak realistisch geschilderde elementen of lichaamsdelen gecombineerd worden met een vorm uitgevoerd in een zware zwarte lijn. De vereniging van deze twee tegengestelde schildermethodes zorgt voor een collage-effect. Het stelt Arens in staat de essentie, de realistische elementen, af te beelden en die in een context te plaatsen. Vorm en inhoud worden beide los van elkaar weergegeven. Mensfiguren en lichaamsdelen, met name ogen, vormen een rode draad door zijn werk. Hierdoor krijgen de in lijnvoering uitgewerkte figuren op een vernieuwende manier diepte en karakter. Het gebruik van verschillende autonome technieken, waaronder action painting en stencil graffiti geven de schilderijen dynamiek en suggereren beweging.

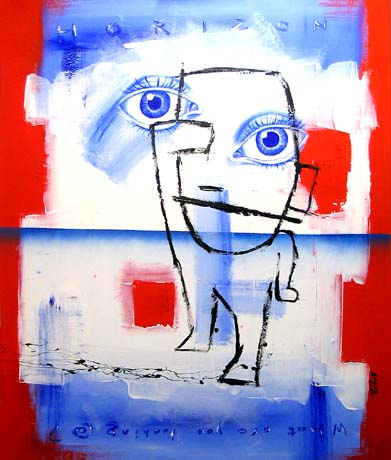
Horizon (what are you looking @?) (2004)

Menselijke emoties en hunkeringen, zoals religie, angst, hoop en liefde, zijn het uitgangspunt. Echter, door vreemde elementen toe te voegen ontstaat een totaal ander betekenis. Angstige figuren en zwembandjes, wolkenpartijen met een skippybal of een engel met een verbandtrommel zijn enkele voorbeelden van combinaties waardoor de toeschouwer wordt gedwongen er een eigen interpretatie aan te geven. Arens is op zoek naar spanning tussen de toeschouwer en zijn werk. Dat realiseert hij door mensen op het verkeerde been te zetten of ze op een ongebruikelijke manier te prikkelen. Een kunstwerk ‘werkt’ pas, als op het gezicht van de toeschouwer een glimlach of een blik van herkenning verschijnt.
Arens is in de eerste plaats een schilder, maar legt zich ook toe op andere kunstvormen. Zo maakt hij betonnen beelden, tekeningen, zeefdrukken en linosnedes. Ook maakt hij korte films met collega kunstenaar Erwin Vrensen en ontwerpt en bouwt hij decors. Deze zijstappen ontstaan uit een experimenteerdrift en verbreden volgens Arens zijn kunstenaarschap en de kijk op zijn eigen werk.